# Oglasa closteroides
Oglasa closteroides là một loài bướm đêm trong họ Noctuidae.